# 翻滾吧！蛋炒飯
《翻滾吧！蛋炒飯》（英語：Rolling Love）是一部台灣偶像劇。由汪東城（飛輪海成員）、唐禹哲、卓文萱、小薰（黑Girl成員）領銜主演；本節目以高畫質拍攝播送，且受行政院新聞局台灣優質高畫質電視節目補助。
中國大陸播映權方面，2009年1月13日起華娛衛視於中國大陸首播（限廣東省），2009年1月16日起湖南衛視全中國播映。

## 拍攝過程
- 此劇於2007年9月21日於八大總公司舉行開鏡儀式，2007年10月30日於臺北縣金山鄉的海邊正式開拍，2008年3月21日殺青，全劇經過約5個月的時間拍攝完畢。
- 劇中「冷冽」一角本來由炎亞綸（飛輪海成員）擔綱演出，但經由可米製作和八大電視協議過後，以雙方的角色交換過後會比較適合為由，決定將原本要演出《霹靂MIT》主角的唐禹哲請來演出「冷冽」一角。

## 演員與角色

### 主要演員
| 演員            | 角色   | 關係／備註 |
| 飛輪海 汪東城   | 米麒麟 | 背景：男，23歲，蛋炒飯餐館的老闆兼主廚。在米麒麟繼承這家餐館之前，這家餐廳是由米麒麟的父親所掌廚的，但當時米麒麟只是一個每日打架鬧事的不良少年，從未有過繼承餐館的念頭。因為酗酒頹廢的父親所做出的料理難吃的驚人，米麒麟總是認為這樣的餐館能繼續營業已是奇蹟。直到某日米麒麟的父親病倒，但因為米麒麟的仇家找上門來尋仇，因此延誤了父親就醫的時間。父親臨終之前，要求米麒麟答應他從此不再打架，另外還意外的傳授了一道美味的蛋炒飯給米麒麟。於是米麒麟便在父親過世後，憑著這道只在午餐時間限量供應的美味蛋炒飯，讓這家蛋炒飯餐館成為了老饕之間口耳相傳的料理名店。 個性：似乎充滿了爆發力，熱情的米麒麟，總可以將快樂的氣氛感染周遭所有人，極度樂觀與自信，不管遇到什麼挫折都難不倒他，同時也很幽默，更喜歡騎上他最愛的重型機車，將煩惱全拋在後頭，以速度忘卻一切。 專長：雖然以前擅長打架，不過他在料理有著過人的天賦，任何菜餚、菜名總是過目不忘，還擁有一嚐就會作的長才。 經典：炒飯時常一手搖著鍋喊著「滾吧～滾吧～」，讓金黃色飯粒在鍋間閃爍跳躍！以及不論拿出任何食物，考驗米麒麟的舌頭味覺，米麒麟都能精確的說出其食材的出處。 缺陷：在樂觀的外表下，有著對自己貧窮家世的自卑。 感情：對是個愛情白痴的米麒麟，在發現自己喜歡上小舒之後，仍選擇隱藏自己的愛意，除了顧忌與好友冷冽的友情，另一方面，也是自卑自己的窮酸身分，配不上像小舒這樣特別的女孩。 夢想：讓父親所留下的蛋炒飯餐館繼續經營下去，是米麒麟有生以來第一個夢想，也是唯一說得出口的夢想；後來接連經歷冷冽的刺激、失去蛋炒飯餐館，以及與冷冽、小舒之間難解的愛情關係，米麒麟有了新的目標，誓言要成為下一任世紀廚皇... |
| 唐禹哲          | 冷 冽  | 背景：男，22歲，出身餐飲名門世家。有著過人的才華與令人稱羨的機遇，不但在十四歲便自現任世紀廚皇卡夫卡廚藝學院畢業，完成世上眾多名廚窮盡一生也無法完成的夢想，並在未滿十八歲之際，在美國第五大道上開設了一家創意料理餐廳，更被評定為米其林三星級餐廳，現為帝國飯店的廚藝總監。舉手投足間盡是貴族般的紳士氣質，近乎完美的廚藝表現，還有著完美五官與高挑的身材。只是這樣的 Ｍr.Perfect 卻有著不完美的愛情，一句來不及說出口的我愛你，以及一場車禍，讓他失去了追求幸福的權力。 個性：行事理性謹慎，表達情感方式含蓄，一切以大體為考量。但真實的他對感情執著，具有王子精神，對心愛的人或許有些強勢，但也完全包容照顧。 專長：憑藉著過人的廚藝才華，以及對於追求極致美食的態度，這世上沒有任何料理是冷冽無法重現的，但對冷冽來說，更重要的是研發新式創意料理，因為冷冽認為料理的最高境界，不在技術上的追求，而是一種精神與態度。 經典：隨著交響樂優美的樂符，配合他那近乎完美的廚藝，以及他那流露王子氣質的微笑，給予飲食者完美的視覺、聽覺及味覺的極致享受。 缺陷：有著嚴重的潔癖，無法容忍一絲髒亂，神秘的文靜讓人猜不透他的想法。 感情：無私的付出是冷冽對感情的最佳寫照。 |
| 卓文萱          | 關小舒 | 背景：女，22歲，曾經是樂壇最受矚目的當紅偶像。是冷冽的青梅竹馬，對冷冽有著相同的情感，但就在情人節的夜晚，在兩人準備坦承彼此的心意之際，卻不幸發生車禍。雖然這場車禍帶走小舒的視力，卻沒帶走小舒面對未來的勇氣。雖為盲人，但樂觀豁達的小舒完全顛覆一般人對盲人的既有印象，除了生活起居不需要任何人照料之外，更沒有因為失明而抹滅自己的好奇心。不僅時常四處趴趴走，展開追隨聲音的冒險之旅，還時常到孤兒院或是展望會等慈善機構，以音樂助人。她總是稟持著一個信念，雖然不能再用雙眼來看這個世界，但依舊可以用她的心來感受。 個性：開朗活潑，堅強樂觀，是一個十足的陽光女孩，但也敏感細膩，有著一顆脆弱的玻璃心。 缺陷：在失明後，極度討厭被同情的感覺，所以對所有人的幫助與關心，總是帶點排斥的態度，偶爾顯得比較冷漠。 感情：對冷冽的愛絕對是認真的，卻因為失明而無法自然的接受冷冽的愛，一方面是小舒混淆了冷冽的愛與同情，另一方面深愛冷冽的小舒不想因為自己而拖累了冷冽的未來，於是選擇離開，就在小舒陷入放棄愛情的黑暗泥沼之中，米麒麟給予了似陽光般的溫柔... |
| 黃瀞怡 （小薰） | 哇莎米 | 背景：女，17歲，外表清純可人。只是她犀利的叛逆眼神以及火辣的穿著總讓人無法忽略她的存在。就讀於夜校美容美髮科的哇莎米放棄了至美髮院實習的機會，而選擇不支薪的在蛋炒飯餐館當跑堂工讀生，為的就是她所暗戀的米麒麟學長。但她大膽直接的個性時常讓人不知所措，標準的 80 後少女，也就是所謂的粉紅草莓七年級生，雖常有驚人之舉，但實際上是個只敢說不敢作的小女生。熱衷女性雜誌，寧願相信雜誌也不相信教科書，對於兩性關係也都是以雜誌內容為奉行原則。 個性：說話直接到一種狠毒的境界，脾氣潑辣得無人可招架得住。 經典：在上菜時，不經意露出她的姣好身材，在客人驚呼之後，向米麒麟炫耀其實蛋炒飯餐館的客人都是為了他而來。 缺陷：非常容易陷入莫名其妙的妄想之中... 感情：是一個超級以自我為中心的小女孩，即使是天塌下來，還是要活在自己認同的價值觀裡，而她所認同的價值觀，就是全天下的男生都應該瘋狂的迷戀她，但卻沒有半個男生喜歡她，但唯一只希望米麒麟跟冷冽會追求她... 夢想：那還用說，當然就是成為米麒麟的未婚妻囉。 |
| Ken（黃萬伯）   | 蔡山城 | 背景：男，23歲，出身孤兒院。蔡山城，人稱半條龍，從小便立志混黑道，自從看到米麒麟有著他所望塵莫及的打架天分，便決定要和米麒麟一起闖蕩江湖，半條龍認為只要憑他兇狠的外表加上米麒麟的打架功夫，一定能在黑道闖出一番事業。但在一次街頭打架之中，半條龍以為自己打死人，慌張之餘，決定藉由跑船來躲避警方的通緝。然而這一去，就是兩年的時間。等到半條龍再回來之後，才得知兒時的打架王米麒麟現在竟成為了一個廚師，不再打架了。為了說服米麒麟回心轉意和他繼續闖蕩江湖，於是決定在蛋炒飯餐廳賴下不走... 個性：喜好逞兇鬥狠充老大，但都只是裝腔作勢耍嘴皮，實際上的半條龍只是一個膽小又懦弱怕事的紙老虎。 專長：逞兇鬥狠耍流氓。 經典：為了加強自己的流氓氣質，特地在手臂上刺了一條龍，但因為太痛了所以只刺了半條龍尾巴，哇莎米便因此常常在半條龍的刺青上玩接龍塗鴉遊戲（總是畫上米老鼠或是HELLO KITTY等可愛圖案）。 感情：極度迷戀哇莎米，並展開熱烈追求，但哇莎米的眼中只有米麒麟，始終沒有把半條龍放在眼裡，但屢戰屢敗的半條龍從未放棄追求。 |

### 其他演員
| 演員   | 角色   | 關係／備註                                          |
| 黃嘉千 | Nancy  | Nancy／姑姑 關小舒的姑姑 冷冽的管家                 |
| 雲中   | 冷中天 | 冷伯伯 冷冽之父 帝國飯店董事長 本劇後段跳樓自盡身亡 |
| 秉諺   | Jerry  | Jerry 關小舒的經紀人 同性戀者                       |
| 劉喆瑩 | Tilly  | Tilly 帝國飯店董事長特助 暗戀冷冽                   |

### 特別演出
| 演員   | 角色                | 關係／備註                                   |
| 錢君仲 | 福氣里里民          | 第一集搶米麒麟蛋炒飯里民                     |
| 錢君銜 | 福氣里里民          | 第一集搶米麒麟蛋炒飯里民                     |
| 黃西田 | 林萬福              | 里長伯 福氣長                                |
| 卜學亮 | 福 爺               | 帝國飯店總廚                                 |
| 葛 蕾  | 院 長               |                                              |
| 僅 雯  | 鬼婆婆              | 鬼婆婆 專門做泡菜                            |
| 阿 嬌  | 阿好姨 （餿水桶姨） | 米麒麟的鄰居                                 |
| Judy   | 仇 琳               | 冷冽的舊同學 暗戀冷冽 自稱是「鬼麵」的原創者 |
| 單承矩 | 國 弘               | 關小舒的瘋狂歌迷                             |
| 陳漢典 | 流氓a               | 放高利貸的流氓a                              |
| 陳振瑋 | 流氓b               | 放高利貸的流氓b                              |
| 張亞蘭 | 小 柔               |                                              |
| 阿脉兒 |                     | 米麒麟餐廳顧客                               |
| 文雨非 |                     | 米麒麟餐廳顧客                               |
| 羽兒   |                     | 米麒麟餐廳顧客                               |
| 巴鈺   |                     | 向蔡山城討債的人                             |

## 大事紀
- 2007年12月4日，八大電視偶像劇《翻滾吧！蛋炒飯》劇組於當晚拍戲現場發生突發意外，唐禹哲抱卓文萱不慎滑倒，導致卓文萱後腦直接撞地，緊急送往萬芳醫院急救，經過一夜觀察，醫生判斷沒有腦震盪，只擦破皮，於翌日上午已出院回家休息。[1]
- 2008年3月26日，此劇歷經五個月拍攝時間終於殺青，晚上眾演員汪東城、唐禹哲、卓文萱、小薰、黃嘉千、KEN和導演王明台，可米製作總經理王信貴和八大電視企劃部賴副總所有人齊聚，在王朝飯店席開六桌舉行殺青酒宴，象徵此劇拍攝完畢。
- 2008年4月2日，為配合卓文萱飾演盲人一角，當日《翻滾吧！蛋炒飯》演員汪東城、唐禹哲、卓文萱與一眾視障小朋友體驗擠奶樂；今次的活動會燒錄成5000份光碟作為公益用途。
- 2008年4月27日，《翻滾吧！蛋炒飯》海報日前出爐，汪東城的照片比唐禹哲足足大4倍（見本條目首段），惹惱唐禹哲的粉絲，唐禹哲經紀人黃玉琇表示，公司確實接到不少粉絲抗議，但沒聽說唐禹哲本人有何反彈，公司也已盡力安撫粉絲，強調唐禹哲也是男主角之一。[2]
- 2008年5月1日，演員到康寧護校為戲造勢，出席的演員有：汪東城、唐禹哲、卓文萱、小薰、黃嘉千、秉諺、劉喆瑩、僅雯及Ken。
- 2008年5月3日，劇中主要演員汪東城、唐禹哲、卓文萱、劉喆瑩、余秉諺及Ken特別前往淡水捷運站，在戶外與影友欣賞試映會。
- 2008年5月10日，演員在全臺舉辦粉絲見面會，主要演員汪東城、卓文萱、小薰、唐禹哲皆出席，適逢母親節的前一天，現場舉行有關母親節的活動。
- 2008年5月13日，汪東城在《翻滾吧！蛋炒飯》被指戲分太少，有汪東城的粉絲在中視及八大電視的網站上指出，劇中的配角阿Ken（飾演 蔡山城）的出鏡率，還要比主角汪東城多，八大電視就事件作出回應，表示汪東城在後幾集的戲分會較多，安撫粉絲要耐心觀看；而汪東城對首次擔任要角期望太高，收視又未料預期理想，壓力太大導致失眠。[3]
- 2008年5月16日，卓文萱在劇中飾演一名盲女，引起網友廣泛討論，網友認為，劇中卓文萱看手錶、汪東城買電視送她等的劇情相當不合理，質疑劇情設計根本沒考慮到卓文萱是扮演一個盲人的角色。對於網友質疑劇中盲女的角色，卓文萱表示，編劇也許是想把角色造成眼盲心不盲的定位，她又說，這部戲是輕鬆喜劇，更何況盲女本來就可以活潑、獨立。至於電視台則回應，希望觀眾能著重在盲女的內心，而不是她眼睛看不見這部份，也不希望網友把視障朋友當成弱勢看待。[4]
- 2008年5月21日，有傳由組合飛輪海成員汪東城主演的《翻滾吧！蛋炒飯》因收視率一直下滑，而且收視率又遠遠不及《惡作劇2吻》完結篇，間接地影響由同一組合成員炎亞綸主演的《霹靂MIT》上檔日期，而八大電視則一概否認，並表示《霹》正在進入後製階段，談論上檔日期言之過早。
- 2008年7月6日，兩位男主角汪東城、唐禹哲，到達香港，他們到觀塘APM，為香港有線電視即將播映的《翻》劇宣傳。
- 2009年1月11日，華娛衛視舉辦了“劇”封來襲之《翻滾吧！蛋炒飯》活動，當天下午三點整，在深圳嘉信茂購物廣場舉行。

## 音樂
| 曲     | 名稱           | 主唱   | 作曲   | 填詞   |
| 片頭曲 | 恆 星          | 飛輪海 | 邁可林 | 徐旻鈴 |
| 片尾曲 | 永不消失的彩虹 | 卓文萱 | 宋世堯 | 陳信延 |
| 插 曲  | 告訴我         | 唐禹哲 | 李榮浩 | 李榮浩 |
| 插 曲  | 瘋了瘋了       | 卓文萱 | 吳克群 | 吳克群 |
| 插 曲  | 幸福氧氣       | 卓文萱 | 鄭 楠  | 卓文萱 |
| 插 曲  | LALALA愛情密碼 | 卓文萱 | 宇 珩  | 嚴云農 |
| 插 曲  | 愛情魔法衣     | 卓文萱 | 伍 佰  | 伍 佰  |
| 插 曲  | 直覺反應       | 方炯嘉 | 方炯嘉 | 俞 方  |

- 配樂作曲、編曲：嘉莉錄音工坊

## 週邊商品

### 電視原聲帶
《翻滾吧！蛋炒飯》電視原聲帶有兩個版本，分別是精裝版和平裝版兩種，精裝版則限量發行一千張，滾石唱片發行，台灣地區於2008年6月13日發行。
| 曲目 | 標題                     | 演唱   |
| 1    | 永不消失的彩虹           | 卓文萱 |
| 2    | LALALA愛情密碼           | 卓文萱 |
| 3    | 愛情魔法衣               | 卓文萱 |
| 4    | 直覺反應                 | 方炯嘉 |
| 5    | 直覺反應（臉紅版）       | 方炯嘉 |
| 6    | 瘋了瘋了                 | 卓文萱 |
| 7    | 永不消失的彩虹（KALA版） |        |
| 8    | LALALA愛情密碼（KALA版） |        |
| 9    | 愛情魔法衣（KALA版）     |        |
| 10   | 直覺反應（KALA版）       |        |
| 11   | 瘋了瘋了（KALA版）       |        |

| 曲目 | 標題                                  |
| 1    | 永不消失的彩虹 - MV                   |
| 2    | 《翻滾吧！蛋炒飯》劇情精華版          |
| 3    | 《翻滾吧！蛋炒飯》幕後特別篇          |
| 4    | 彩虹彼端影音特輯                      |
| 5    | 關小舒 X 卓文萱的秘密心聲（極密收錄） |

| 歌詞寫真本       |
| 真情食譜劇照酷卡 |

| 曲目 | 標題                     | 演唱   |
| 1    | 永不消失的彩虹           | 卓文萱 |
| 2    | LALALA愛情密碼           | 卓文萱 |
| 3    | 愛情魔法衣               | 卓文萱 |
| 4    | 直覺反應                 | 方炯嘉 |
| 5    | 直覺反應（臉紅版）       | 方炯嘉 |
| 6    | 瘋了瘋了                 | 卓文萱 |
| 7    | 永不消失的彩虹（KALA版） |        |
| 8    | LALALA愛情密碼（KALA版） |        |
| 9    | 愛情魔法衣（KALA版）     |        |
| 10   | 直覺反應（KALA版）       |        |
| 11   | 瘋了瘋了（KALA版）       |        |

| 曲目 | 標題                                  |
| 1    | 永不消失的彩虹 - MV                   |
| 2    | 《翻滾吧！蛋炒飯》劇情精華版          |
| 3    | 《翻滾吧！蛋炒飯》幕後特別篇          |
| 4    | 彩虹彼端影音特輯                      |
| 5    | 關小舒 X 卓文萱的秘密心聲（極密收錄） |

| 歌詞寫真本 |

### DVD
- 第一套：第一至第四集（發行日期：2008年6月19日）
- 第二套：第五至第八集（發行日期：2008年7月10日）
- 第三套：第九至第十二集（發行日期：2008年8月7日）

### 書籍
| 書名                                         | ISBN               | 頁數 | 作者                   | 出版社   | 台灣發行日期  |
| -------------------------------------------- | ------------------ | ---- | ---------------------- | -------- | ------------- |
| 翻滾吧！蛋炒飯幕後紀實                       | ISBN 9789575658168 | 136  | 可米國際影視、八大電視 | 台視文化 | 2008年5月12日 |
| 翻滾吧！蛋炒飯電視小說                       | ISBN 9789575658175 | 176  | 可米國際影視、八大電視 | 台視文化 | 2008年5月23日 |
| 翻滾吧！蛋炒飯 【雙廚講堂】 我們要為你做做飯 | ISBN 9789575658212 | 112  | 可米國際影視、八大電視 | 台視文化 | 2008年7月2日  |

### 電子商品
限量MP4
機內收錄劇照二十張、MP4附送四款胸章及背景卡等；由鉅銓電子股份有限公司發行。

### 精品
- 愛情美味筆記本（發行日期：2008年5月7日）
- 明信片（發行日期：2008年5月7日）
- 透明貼紙（發行日期：2008年5月7日）

## 中視無線台收視率
| 集數     | 播映日期      | 平均收視率 | 偶像劇 收視率排名 | 備註                    |
| -------- | ------------- | ---------- | ----------------- | ----------------------- |
| 1        | 2008年5月4日  | 1.30       | 2                 | 分段最高收視1.45        |
| 2        | 2008年5月11日 | 1.17       | 2                 | -                       |
| 3        | 2008年5月18日 | 0.82       | 3                 | 計算23:30播出的重播時段 |
| 4        | 2008年5月25日 | 0.97       | 3                 | -                       |
| 5        | 2008年6月1日  | 0.97       | 3                 | -                       |
| 6        | 2008年6月8日  | 0.83       | 2                 | -                       |
| 7        | 2008年6月15日 | 0.83       | 2                 | -                       |
| 8        | 2008年6月22日 | 0.94       | 2                 | -                       |
| 9        | 2008年6月29日 | 0.98       | 2                 | -                       |
| 10       | 2008年7月6日  | 0.63       | 3                 | -                       |
| 11       | 2008年7月13日 | 0.62       | 3                 | -                       |
| 12       | 2008年7月20日 | 0.75       | 2                 | -                       |
| 平均收視 | 平均收視      | 平均收視   | 平均收視          | 0.90                    |

- 同時段偶像劇：台視《命中注定我愛你》
　　　　　　　華視《這裡發現愛／蜂蜜幸運草》
- 由AGB尼爾森調查，調查範圍是四歲以上收看電視之觀眾。
資料來源：中時娛樂、凱絡媒體週報

## 製作團隊
| 崗位     | 製作人員                                                                          |
| -------- | --------------------------------------------------------------------------------- |
| 編 劇    | 林欣慧、簡奇峯、呂蒔媛、劉蕊瑄                                                    |
| 編劇統籌 | 齊錫麟                                                                            |
| 編 審    | 張庭翡、丁玉華、林詩宜                                                            |
| 製作人   | 馮家瑞、王信貴、黃萬伯                                                            |
| 導 演    | 王明台                                                                            |
| 後製導演 | 張玉玫                                                                            |
| 監 製    | 陳 浩（中視節目部經理） 陳芷涵（八大電視企劃部經理） 馮家瑞（可米國際影視執行長） |

## 外部連結
- （繁體中文）中視《翻滾吧！蛋炒飯》官方網站 （页面存档备份，存于）
- （繁體中文）八大電視《翻滾吧！蛋炒飯》官方網站 （页面存档备份，存于）
- （繁體中文）香港無綫電視《翻滾吧！蛋炒飯》官方網站 （页面存档备份，存于）
- 互联网电影数据库（IMDb）上《翻滾吧！蛋炒飯》的资料（英文）

## 作品的變遷
| 中視 每週日 22:00 - 23:30             | 中視 每週日 22:00 - 23:30                  | 中視 每週日 22:00 - 23:30 |
| ------------------------------------- | ------------------------------------------ | ------------------------- |
|                                       | 翻滾吧！蛋炒飯 （2008.05.04 - 2008.07.20） |                           |
| 惡作劇2吻 （2007.12.16 - 2008.04.27） | 籃球火 （2008.07.27 - 2008.11.09）         |                           |

| 八大綜合台 每週六 21:00 - 22:30       | 八大綜合台 每週六 21:00 - 22:30            | 八大綜合台 每週六 21:00 - 22:30 |
| ------------------------------------- | ------------------------------------------ | ------------------------------- |
|                                       | 翻滾吧！蛋炒飯 （2008.05.10 - 2008.07.26） |                                 |
| 惡作劇2吻 （2007.12.22 - 2008.05.03） | 籃球火 （2008.08.02 - 2008.11.15）         |                                 |

| 公視HD台 每週一至週五 20:00 - 20:55 | 公視HD台 每週一至週五 20:00 - 20:55        | 公視HD台 每週一至週五 20:00 - 20:55 |
| ----------------------------------- | ------------------------------------------ | ----------------------------------- |
|                                     | 翻滾吧！蛋炒飯 （2009.02.04 - 2009.03.03） |                                     |
| 惡作劇2吻                           | 幸福捕手 （2009.03.04 - 2009.03.31）       |                                     |

| 新加坡 星和都會台 星期天 19:00-21:00        | 新加坡 星和都會台 星期天 19:00-21:00       | 新加坡 星和都會台 星期天 19:00-21:00 |
| ------------------------------------------- | ------------------------------------------ | ------------------------------------ |
|                                             | 翻滾吧！蛋炒飯 （2008.10.26 - 2008.12.28） |                                      |
| 我在墾丁*天氣晴 （2008.08.17 - 2008.10.19） | 黑糖群俠傳 （2009.01.04 - 2009.03.08）     |                                      |

| 中国大陆 湖南衛視 金鹰独播剧场 每天 22:00 - 00:00（周六播一集） | 中国大陆 湖南衛視 金鹰独播剧场 每天 22:00 - 00:00（周六播一集） | 中国大陆 湖南衛視 金鹰独播剧场 每天 22:00 - 00:00（周六播一集） |
| --------------------------------------------------------------- | --------------------------------------------------------------- | --------------------------------------------------------------- |
|                                                                 | 翻滾吧！蛋炒飯 （2009年1月16日 - 2009年1月27日）                |                                                                 |
| 豪杰春香 （2009年1月3日 - 2009年1月15日）                       | 甜蜜再恋 （2009年1月28日 - 2009年2月10日）                      |                                                                 |

| 香港 J2 星期一至五19:30 - 20:30                  | 香港 J2 星期一至五19:30 - 20:30          | 香港 J2 星期一至五19:30 - 20:30 |
| ------------------------------------------------ | ---------------------------------------- | ------------------------------- |
|                                                  | 翻滾吧！蛋炒飯 （2009.11.5 - 2009.12.2） |                                 |
| 終極三國（第一、二季） （2009.8.31 - 2009.11.4） | 南華夢飛翔 （2009.12.3 - 2009.12.4）     |                                 |

| 香港 有線電視第1台 星期一至五 23:30 - 00:00 | 香港 有線電視第1台 星期一至五 23:30 - 00:00 | 香港 有線電視第1台 星期一至五 23:30 - 00:00 |
| ------------------------------------------- | ------------------------------------------- | ------------------------------------------- |
|                                             | 翻滾吧！蛋炒飯 （2008.08.18 - 2008.10.10）  |                                             |
| 快刀洪吉童 （2008.05.28 - 2008.08.15）      | 有線電影強檔 （2008.10.13起）               |                                             |